# Hoviv
Hoviv (pseudonym för René Hovivian), född 26 oktober 1929 i Vienne, död 28 maj 2005 i Clamart, var en fransk serietecknare.

## Utgivet på svenska
- 1985 – Killarna raggar, översättning Monica Scheer och Monica Vessberg (Forum)
- 1985 – Killarna, översättning Monica Scheer och Monica Vessberg (Forum)
- 1986 – Killarna på semester, översättning Monica Scheer och Monica Vessberg (Forum)
- 1987 – Tevemani, översättning Monica Scheer och Monica Vessberg (Forum)